# Drymodes
Drymodes es un género de aves paseriformes perteneciente a la familia de Petroicidae. Contiene tres especies reconocidas científicamente, propias de Australasia.

## Especies
- Drymodes beccarii Salvadori, 1876
- Drymodes superciliaris Gould, 1850
- Drymodes brunneopygia Gould, 1841